# Cúmulo abierto M67
M67 (también conocido como NGC 2682) es un cúmulo abierto situado en la constelación de Cáncer. Su tipo trumpler es II,2,r (según Glyn Jones), II,2,m (según el Sky Catalog del 2000), o II,3,r (según Götz). 
Descubierto por Johann Gottfried Koehler en una fecha anterior a 1779, es uno de los cúmulos estelares abiertos más antiguos que se conocen. Sus estrellas tienen una edad del mismo orden que nuestro sistema solar (4000-7000 millones de años), por lo que es objeto de estudio de científicos en el campo de evolución estelar.
Su magnitud conjunta en banda B (filtro azul) es igual a la 7.6, la magnitud en banda V (filtro verde) es igual a la 6.9.
De su velocidad radial, 32.30 km/s, se deduce que se aleja a la Tierra a 116 280 km/h: esta velocidad está originada por la combinación de su velocidad orbital alrededor del núcleo de la Vía Láctea, además de la velocidad propia del Sol y de la Tierra.
M67 tiene aproximadamente 500 componentes. Contiene 11 estrellas gigantes de tipo espectral K con magnitud absoluta entre +0.5 y +1.5, así como algunas estrellas en la zona más azul de la secuencia principal, la más brillante de ellas de tipo espectral B8 o B9. También posee 200 enanas blancas y 100 estrellas parecidas a nuestro sol. La magnitud aparente de sus estrellas más brillantes es alrededor de 10ª.
Debido al alto número de estrellas, de tipos tan distintos, ha sido estudiado intensamente: Harlow Shapley (1917) realizó los primeros trabajos sobre sus colores y magnitudes, Barnard (1931) midió la posición de sus principales componentes (para determinar sus movimientos propios), Popper (1954) los espectros de sus brillantes estrellas, mientras que Johnson y Sandage (1955) elaboraron el primer diagrama HR preciso de alrededor de 500 estrellas, descubriendo su elevada edad y su estado tan evolucionado.
Hasta la fecha (2006) se han descubierto la presencia de 25 fuentes de rayos X en el cúmulo, la mayoría de ellas estrellas binarias interactuantes (presumiblemente del tipo RS CVn), con períodos orbitales de 10 días o menos.
En su parte sur, prácticamente en la zona occidental, aparece un pequeño agrupamiento de nueve estrellitas conocido como Dipper: tiene forma de pequeña cometa con la cola curvada; una de sus estrellas componentes es la variable S 999.
Contiene bastantes variables del tipo binaria eclipsante y binaria espectroscópica; algunas de estas estrellas, fácilmente visibles para telescopios de aficionado dotado de cámara CCD son:
- AH Cnc: de magnitud 13.33, es una binaria del tipo UW UMa descubierta en 1960; su período es igual a 0.360452 días, su amplitudes próxima a 0.40 magnitudes.

- EV Cnc: de magnitud 12.78, también es una binaria de tipo UW UMa; fue descubierta en 1991, tiene un período igual a 0.44144 días y una amplitud igual a 0.18 magnitudes.

- AG Cnc: con magnitud 13.77 presenta un período igual a 2.84 días y una amplitud de 0.20 magnitudes.

- S 999: de magnitud 12.60 es una variable de largo período (9.2 días) que presenta una amplitud fotométrica igual a 0.07 magnitudes; está situada en la parte norte del Dipper.

- S 1063: también conocida como NSV 4274, es un astro de magnitud 13.79 con un período de variación muy largo, comprendido entre los 17 y 18 días (hasta el año 2006 no está bien determinado), con una amplitud de 0.18 magnitudes.

- ES Cnc: con magnitud 11.19 es una de las más brillantes del cúmulo; se trata de una estrella del tipo blue straggler (errante azul) que resulta ser también una variable eclipsante con un período igual a 1.0677978 días.

En 2004 se publicó un estudio del cúmulo en el que se midieron las magnitudes de sus estrellas con una precisión de diezmilésimas de magnitud: (0.0001 magnitud).